# Grote Markt

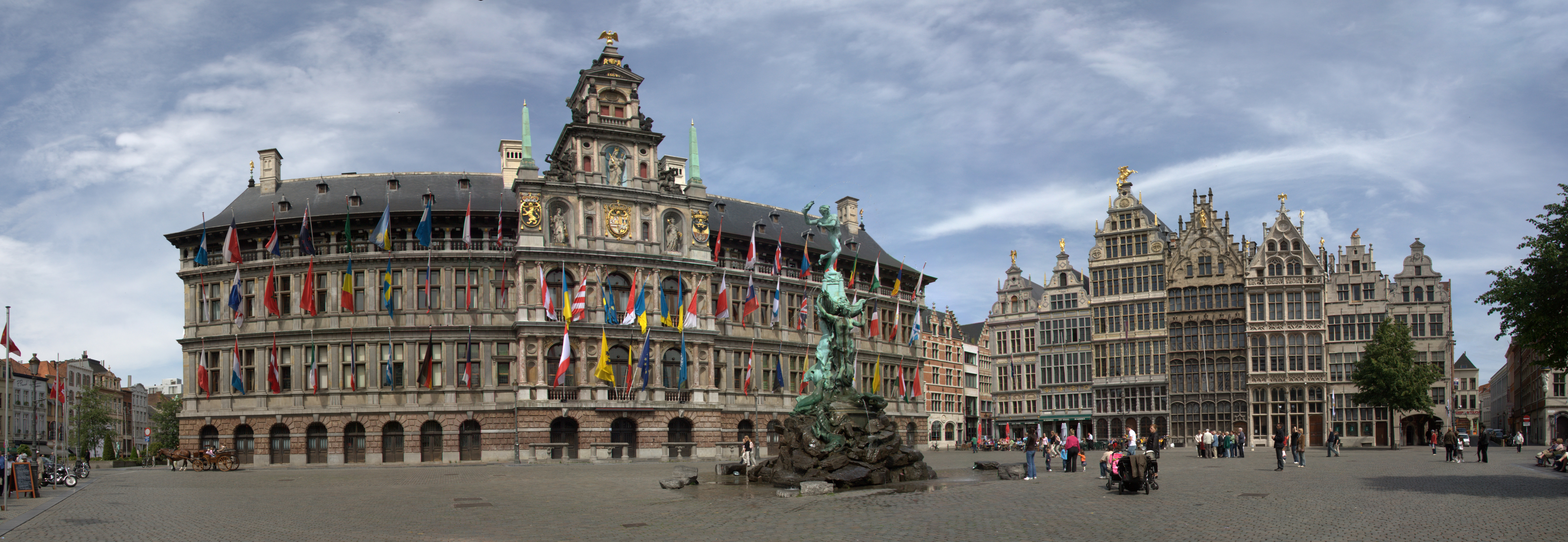
Panorama do Grote Markt da Antuérpia.

Grote Markt ("Grande Praça do Mercado") da Antuérpia, na Bélgica, é uma praça situada no coração do bairro antigo da cidade. Enche-se de uma extravagante prefeitura, vários salões elaborados do século XVI, muitos restaurantes e cafés. A uma curta distância a pé do rio Scheldt, abriga um mercado de Natal e pista de gelo no inverno.